# Miroslav Caban
Miroslav Caban (* 4. dubna 1964, Brezno, Československo) je původem slovenský podnikatel, fotograf, horolezec a bývalý volejbalista v současnosti žijící v České republice, má české i slovenské občanství. Zdolal sedm vrcholů sedmi kontinentů. V roce 2002 zdolal nejvyšší horu světa, Mount Everest bez použití kyslíku a 6 dní po příchodu do základního tábora.

## Biografie
Narodil se v Brezně, ale dětství prožil na Liptově v Hrádku, v jeho dvanácti letech se přestěhovali do Bánské Bystrice. Tam začal hrát volejbal pod vedením trenéra Milana Podhradského. Potom přešel do Žiliny, kde studoval Vysokou školu dopravní, obor strojírenská technologie. V Žilině hrál československou volejbalovou ligu. Po absolvování základní vojenské služby v Pardubicích se odstěhoval na jižní Moravu – do Hustopečí, kde má dnes i svou rodinu. Pracoval nejprve jako programátor a výrobní náměstek. Potom postavil dům a k němu vinný sklep U Krbu a začal se věnovat vínu. V roce 2008 se vrátil k volejbalu jako asistent trenéra Jaroslava Vlka v JMP Brno. Je také majitelem firem Indepa a Relaxia. Má dvě děti (Martina a Kristýnu)

## Horolezectví
V roce 2001 ve svých sedmatřiceti letech absolvoval svou první expedici na osmitisícovku. S týmem Himalaya 8000 vedeným Zdeňkem Hrubým a Josefem Šimůnkem se pokoušel zdolat nejobtížnější horu světa K2, kde vystoupal do výšky 8000 metrů velice obtížným Česenovým pilířem.
Největším úspěchem se stal výstup bez kyslíku na Mount Everest ze severní strany v roce 2002. Na Mount Everest se vypravil s Milošem Palackým z Nového Jičína, předtím se pokusili o výstup na Čo Oju, kde se chtěli především dobře aklimatizovat, ale na vrchol se nedostali, skončili ve výšce sedm tisíc osm set metrů. Na Everest vystupovali z Tibetu, bez kyslíku. Vybudovali si tři výškové tábory. Caban vrcholový útok začal 17. května 2002 v jednu hodinu ráno a v 11:30 byl na vrcholu. Video z vrcholu : https://www.horydoly.cz/horolezci/video-z-everestu.html - červené péřové kalhoty a modrá péřová bunda.
V roce 2004 zdolal Kilimandžáro, Elbrus, Denali a Vinson Massif, v roce 2005 Aconcagua, Mount Kosciuszko a Puncak Jaya. Jako první Čechoslovák a druhý na světě tak zdolal bez kyslíku sedm nejvyšších vrcholů v projektu Koruna planety (anglicky Seven Summits). Na jaře 2005 se znovu pokusil o výstup na Mount Everest a v případě úspěchu by se stal po Britovi Salterovi teprve druhým člověkem, který by zvládl zdolat všech sedm hor během jediného roku. Šestičlenné expedici s názvem MOUNT EVEREST M.C. 2005 se však zdolání vrcholu jihovýchodním hřebenem, přes Jižní sedlo, bez použití kyslíkových přístrojů nepodařilo.
V roce 2007 si naplánoval Projekt 448 – za čtyři měsíce chtěl vystoupit na čtyři osmitisícovky (Šiša Pangmu, Čo Oju, Broad Peak a K2). Kvůli nepříznivému počasí se mu nepodařilo vystoupit ani na jeden z vrcholů, na dvou ze zdolávaných osmitisícovek byl dvě stě metrů pod vrcholem, na jedné pět set a na K2 se dostal do výšky sedm tisíc metrů.
Mezi jeho koníčky patří fotografování, hlavně panoramat navštívených zemí a jejich vrcholových výhledů. Napsal knihu Everest & Oyu, která líčí jeho příběh o úspěšném výstupu kombinace Čo Oju a Mount Everest.

### Cabanovy vrcholy
- 8849 m – Mt. Everest (Asie)	17. 5. 2002
- 6190 m – Denali (Severní Amerika)	26. 6. 2004
- 5642 m – Elbrus (Evropa)	21. 7. 2004
- 5963 m – Kilimandžáro (Afrika)	9. 12. 2004
- 4897 m – Vinson (Antarktida)	24. 12. 2004
- 6961 m – Aconcagua (Jižní Amerika)	17. 1. 2005
- 2228 m – Mt. Kosciuszko (Austrálie a Oceánie)	22. 2. 2005
- 4884 m – Carstensz Pyramid (Austrálie a Oceánie)	22. 8. 2005

## Vydané knihy
- Everest & Oyu, V Brumovicích : Carpe diem, 2003 ISBN 80-86362-40-X